# Milwaukee Mitchell nemzetközi repülőtér
A Milwaukee Mitchell nemzetközi repülőtér (IATA: MKE, ICAO: KMKE) az Amerikai Egyesült Államok egyik nemzetközi repülőtere, amely Milwaukee közelében található. Éves utasforgalma 6 015 731 fő (2023).

## Futópályák
A repülőtér futópályái:
- 01L/19R (9990 ft, 200 ft, aszfaltbeton)
- 01R/19L (4183 ft, 150 ft, aszfaltbeton)
- 07L/25R (4800 ft, 100 ft, aszfaltbeton)
- 07R/25L (8300 ft, 150 ft, aszfaltbeton)
- 13/31 (5535 ft, 150 ft, aszfaltbeton)

## Forgalom
Az utasforgalom az elmúlt években az alábbi módon változott:
| Utasok száma | 37 442 | 389 397 | 723 725 | 1 766 802 | 3 460 441 | 4 029 746 | 5 598 971 | 7 268 000 | 6 554 152 | 6 015 731 |
|              | 1944   | 1953    | 1962    | 1970      | 1979      | 1988      | 1997      | 2005      | 2014      | 2023      |

## Légitársaságok és úticélok
2025-ben a Milwaukee Mitchell nemzetközi repülőtérről az alábbi járatok indulnak (Utoljára frissítve: 2025-01-5):

### Személy
| Légitársaság         | Célállomások | Források |
| -------------------- | --- | -------- |
| Alaska Airlines      | Seattle/Tacoma | [ 1 ]    |
| American Airlines    | Charlotte, Dallas/Fort Worth, Phoenix–Sky Harbor | [ 2 ]    |
| American Eagle       | Chicago–O'Hare, Philadelphia, Washington–National Szezonális: Miami | [ 2 ]    |
| Delta Air Lines      | Atlanta, Detroit, Minneapolis/St. Paul, Salt Lake City | [ 4 ]    |
| Delta Connection     | Boston, Detroit, Minneapolis/St. Paul, New York–JFK, New York–LaGuardia | [ 4 ]    |
| Frontier Airlines    | Denver, Orlando Szezonális: Tampa (kezdődik 2025. március 7-től) | [ 6 ]    |
| JetBlue              | Szezonális: Boston | [ 8 ]    |
| Southwest Airlines   | Atlanta (vége 2025. április 7-től), Austin (kezdődik 2025. március 6-tól), Baltimore, Dallas–Love, Denver, Fort Lauderdale, Fort Myers, Kansas City, Las Vegas, Nashville, Orlando, Phoenix–Sky Harbor, St. Louis, Tampa, Washington–National Szezonális: Cancún, San Diego, Sarasota | [ 11 ]   |
| Spirit Airlines      | Baltimore, Dallas/Fort Worth, Fort Lauderdale, Las Vegas, Orlando Szezonális: Tampa | [ 16 ]   |
| Sun Country Airlines | Szezonális: Cancún, Fort Myers, Las Vegas, Minneapolis/St. Paul, Montego Bay (kezdődik 2025. január 25-től), Orlando, Phoenix–Sky Harbor, Punta Cana | [ 19 ]   |
| United Airlines      | Denver | [ 20 ]   |
| United Express       | Chicago–O'Hare, Denver, Houston–Intercontinental, Newark | [ 20 ]   |

### Cargo
| Légitársaság            | Célállomások |
| ----------------------- | --- |
| AirNet Express          | Chicago–Midway, Green Bay, St. Paul–Downtown |
| Berry Aviation          | Chicago–Executive |
| DHL Aviation            | Cincinnati, Winnipeg |
| FedEx                   | Appleton, Chicago–O'Hare, Indianapolis, Memphis, Minneapolis/St. Paul |
| FedEx Feeder            | Chicago–Midway, Escanaba, Houghton, Iron Mountain, Marquette, Rhinelander |
| Freight Runners Express | Appleton, Fargo, Green Bay, Madison, Middleton, Mineral Point, Mosinee, Oshkosh, Peoria, Rhinelander, Rochester (MN), Sheboygan Falls, Spencer (IA), West Chicago, Wisconsin Dells |
| Martinaire              | Iron Mountain, Ironwood |
| PACC Air                | Rhinelander |
| Royal Air Freight       | Pontiac |
| United Parcel Service   | Louisville Szezonális: Minneapolis/St. Paul |